# Abak
Abak è una città della Repubblica Federale della Nigeria appartenente allo Stato di Akwa Ibom. 
È il capoluogo dell'omonima area a governo locale (local government area) che si estende su una superficie di 190 km² e conta una popolazione di 139.090 abitanti.